# Fritillaria fusca
Fritillaria fusca là một loài thực vật có hoa trong họ Liliaceae. Loài này được Turrill miêu tả khoa học đầu tiên năm 1943.